# Chiesa di San Pietro (Wolgast)

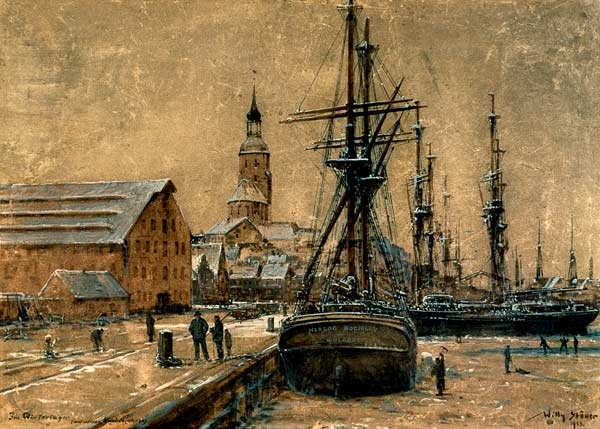
Rappresentazione della guglia barocca della chiesa di San Pietro: Approdo invernale di velieri a Wolgast, Willy Stöwer, 1922

La chiesa di san Pietro (St.-Petri-Kirche in lingua tedesca) a Wolgast è una chiesa evangelica dedicata a Pietro.
Essa fu eretta nel 1350 come chiesa cattolica (attualmente la chiesa cattolica di Wolgast è quella del Cuore di Gesù) e fu distrutta più volte a causa di eventi bellici o atmosferici. Originariamente in stile gotico, a seguito delle distruzioni, venne ricostruita in stile barocco. Nella cripta della chiesa si trovano i sarcofaghi di sette appartenenti alla famiglia che resse il ducato di Pomerania.

## Storia

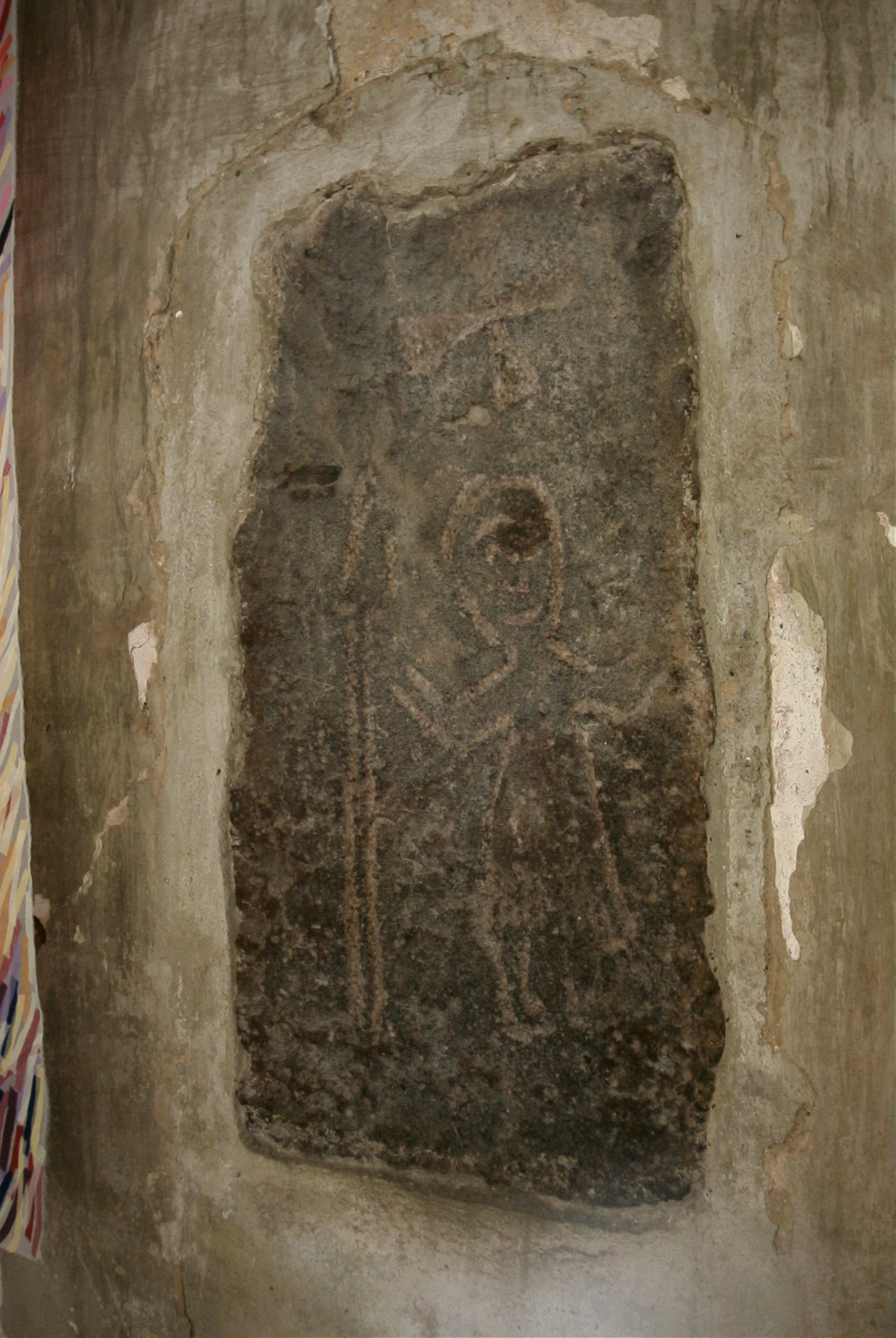
Immagine slava in pietra di Jarovit.

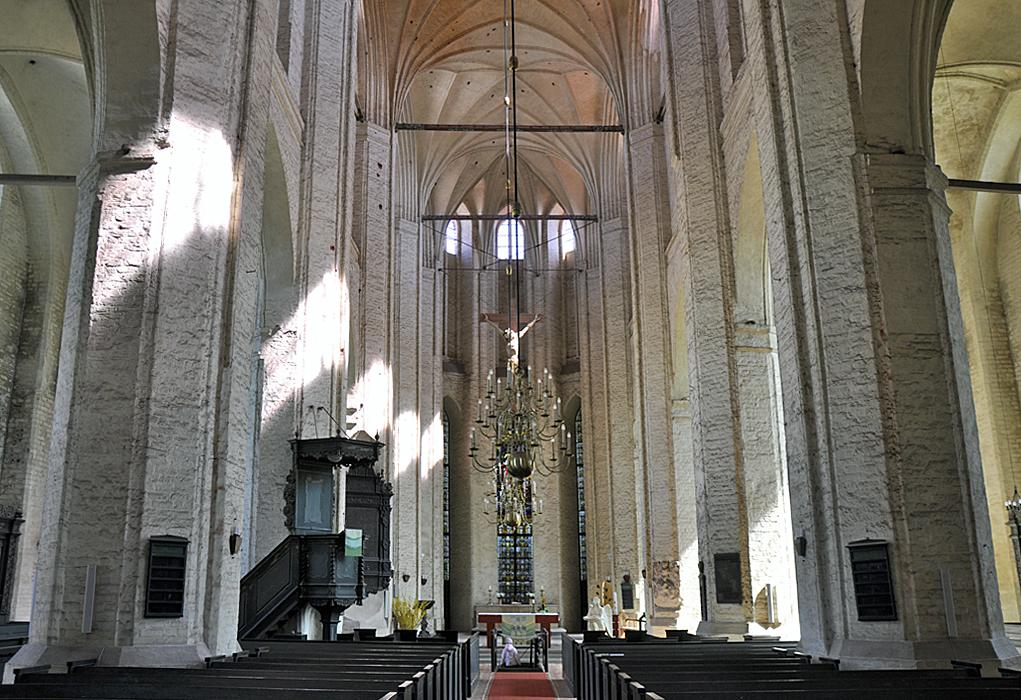
Interno della chiesa

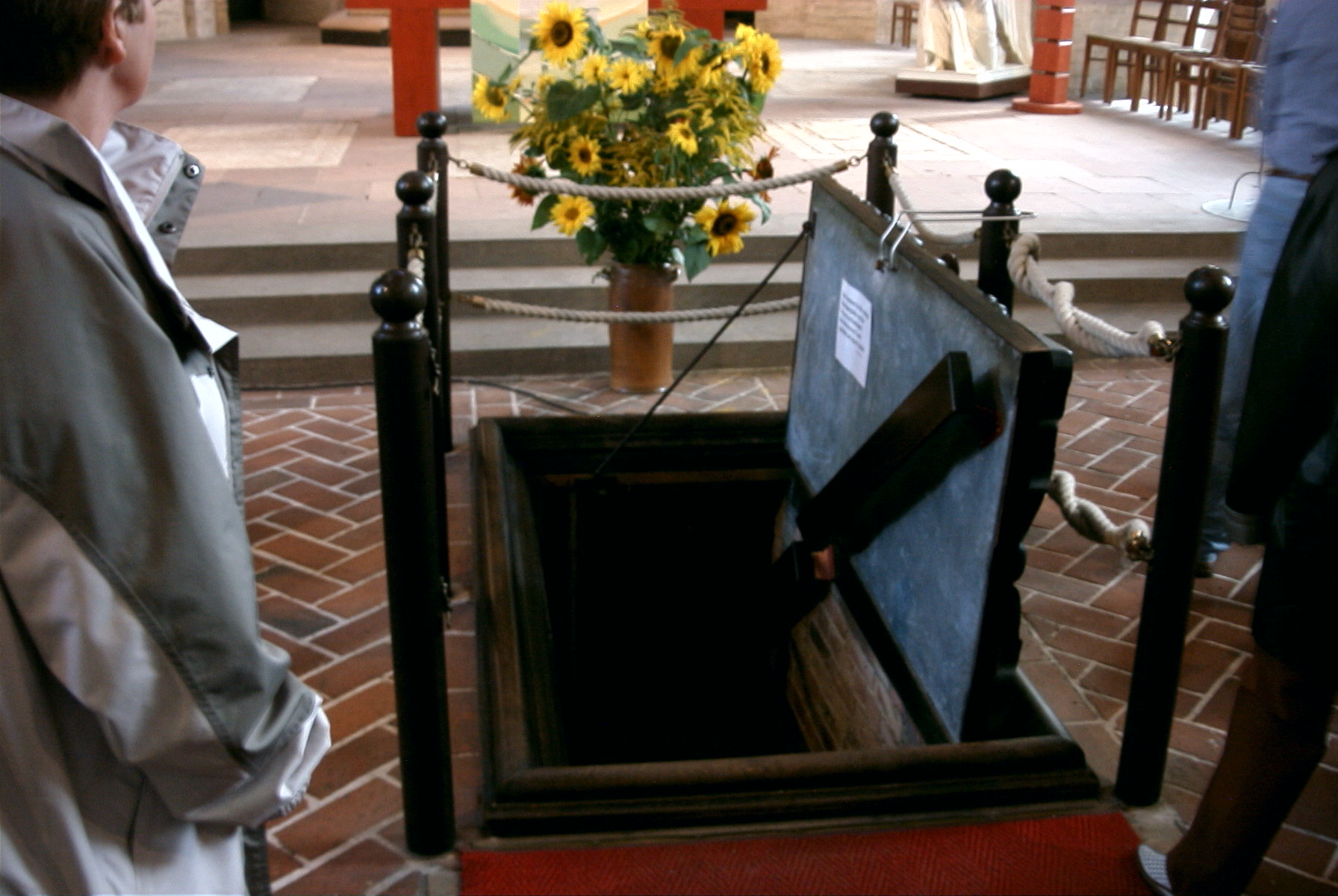
Ingresso alla cripta dei duchi

La chiesa di san Pietro a Wolgast risale al viaggio di cristianizzazione del vescovo Ottone di Bamberga nel 1128, che fece distruggere il tempio pagano della città dedicato alla divinità slava di Jarovit e presumibilmente fece erigere in suo luogo una chiesa cristiana.
L'attuale chiesa è stata eretta in luogo dell'iniziale chiesa voluta da Ottone di Bamberga, eretta in stile gotico tra il 1280 e il 1350 e ristrutturata fino al XV secolo come basilica a tre navate. È oggi uno degli edifici più antichi della città di Wolgast.
La cripta, eretta fra il 1560 e il 1587, ospita i sarcofaghi delle salme di sette appartenenti alle ultime tre generazioni della famiglia ducale che hanno regnato sul ducato di Pomerania. La cripta fu costruita come tomba per il duca Filippo I di Pomerania-Wolgast, morto nel 1560, per la di lui consorte Maria di Sassonia (deceduta nel 1583) e per la loro figlia Amelia (1547 - 1580). Trovarono poi sepoltura nella cripta le salme di Ernesto Ludovico di Pomerania-Wolgast, la consorte Sofia Edvige di Braunschweig-Wolfenbüttel (1561–1631) e la loro figlia Edvige Maria.
Nel 1688 la cripta fu saccheggiata da alcuni tombaroli e le bare e il loro contenuto gravemente danneggiati. Nell'archivio della chiesa si trova un protocollo con una rappresentazione degli oggetti preziosi rubati. Gli autori del furto furono individuati, tra i quali vi era il sacrestano della chiesa, ma non furono trovati né loro né il loro bottino.
Negli anni 1729 e 1829 la cripta fu aperta ed esaminata da una commissione, quindi successivamente murata.
Nel 1929 l'ingresso della cripta fu munito di porta e la cripta aperta al pubblico ma con limitazioni.
A seguito dell'incendio subito dalla città di Wolgast nel 1713 da parte delle truppe russe nel corso della grande guerra del Nord e di quello provocato da un fulmine nel 1920 la chiesa, con gli arredi interni, andò distrutta ma in entrambi i casi eretta nuovamente. Dalla ricostruzione seguita alla distruzione del 1713 lo stile architettonico fu mutato in barocco. Dopo l'incendio del 1920 la guglia barocca distrutta fu sostituita dall'attuale tetto piano.

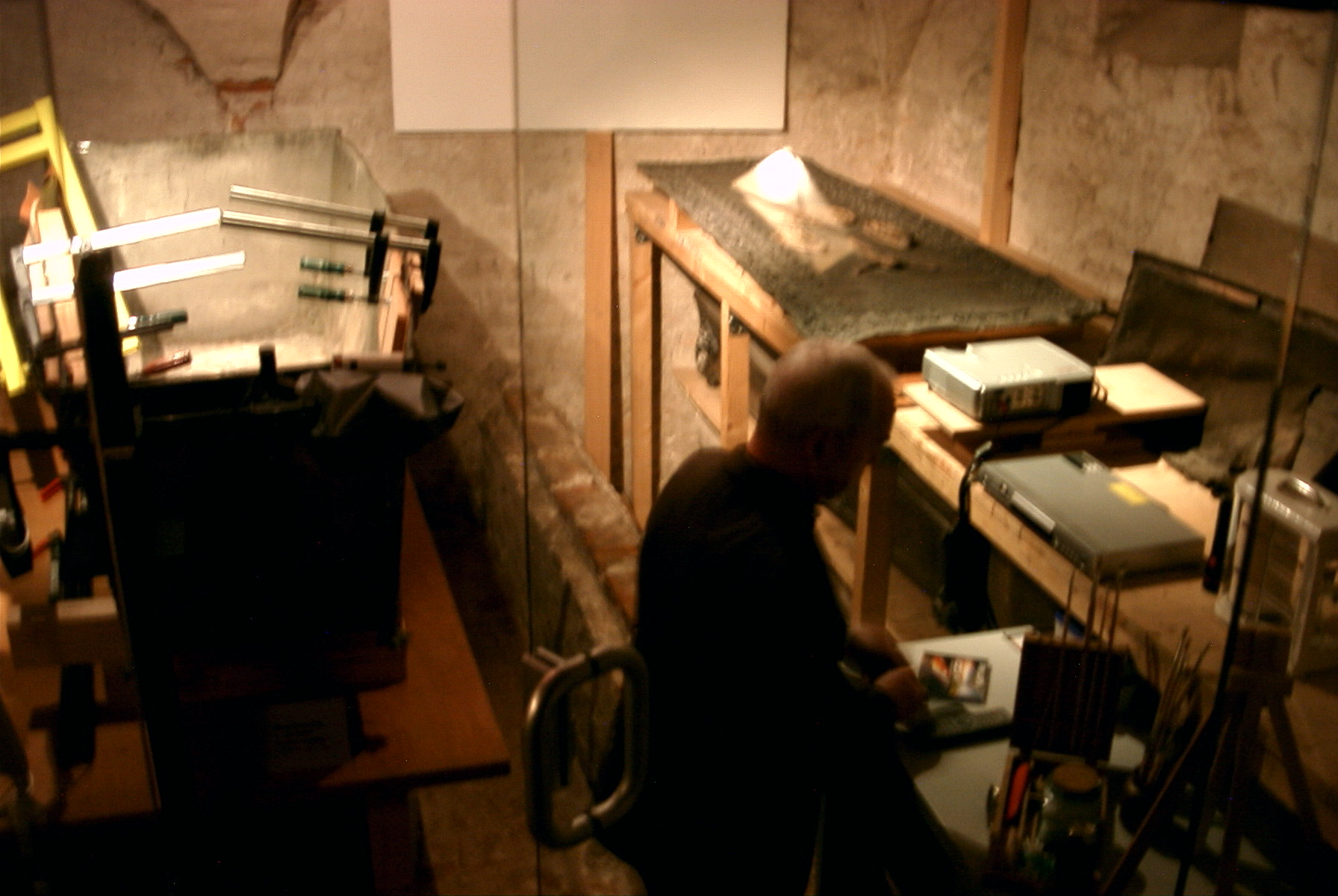
Restauro delle tombe dei duchi

Nel 1993 ebbe inizio un ampio restauro dell'edificio e dal 1998 al 2000 una mappatura dei danni e fu compiuta una diagnosi per la cripta e specialmente delle tombe e si diede corso anche al restauro delle tombe. L'opera pluriennale di ricostruzione della cripta e delle tombe dei duchi di Pomerania ricevette nel 2010 il riconoscimento del Premio del patrimonio culturale dell'Unione europea nella categoria della salvaguardia del patrimonio. Per la rilevanza storica delle tombe ducali la chiesa di San Pietro ricevette nel 2011 il riconoscimento di "Monumento di importanza nazionale".

## Arredi e utilizzo

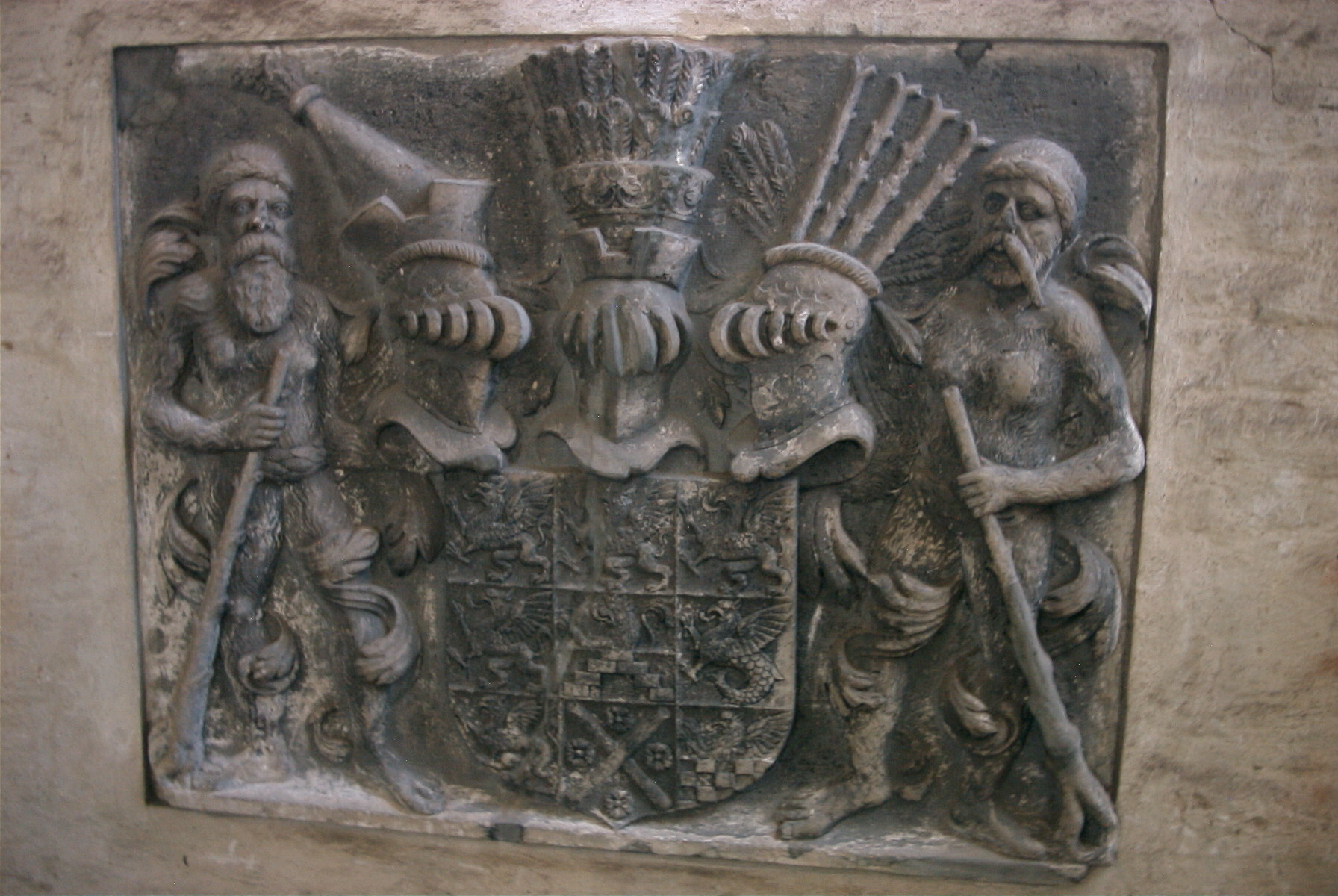
Arme in pietra del castello di Wolgast

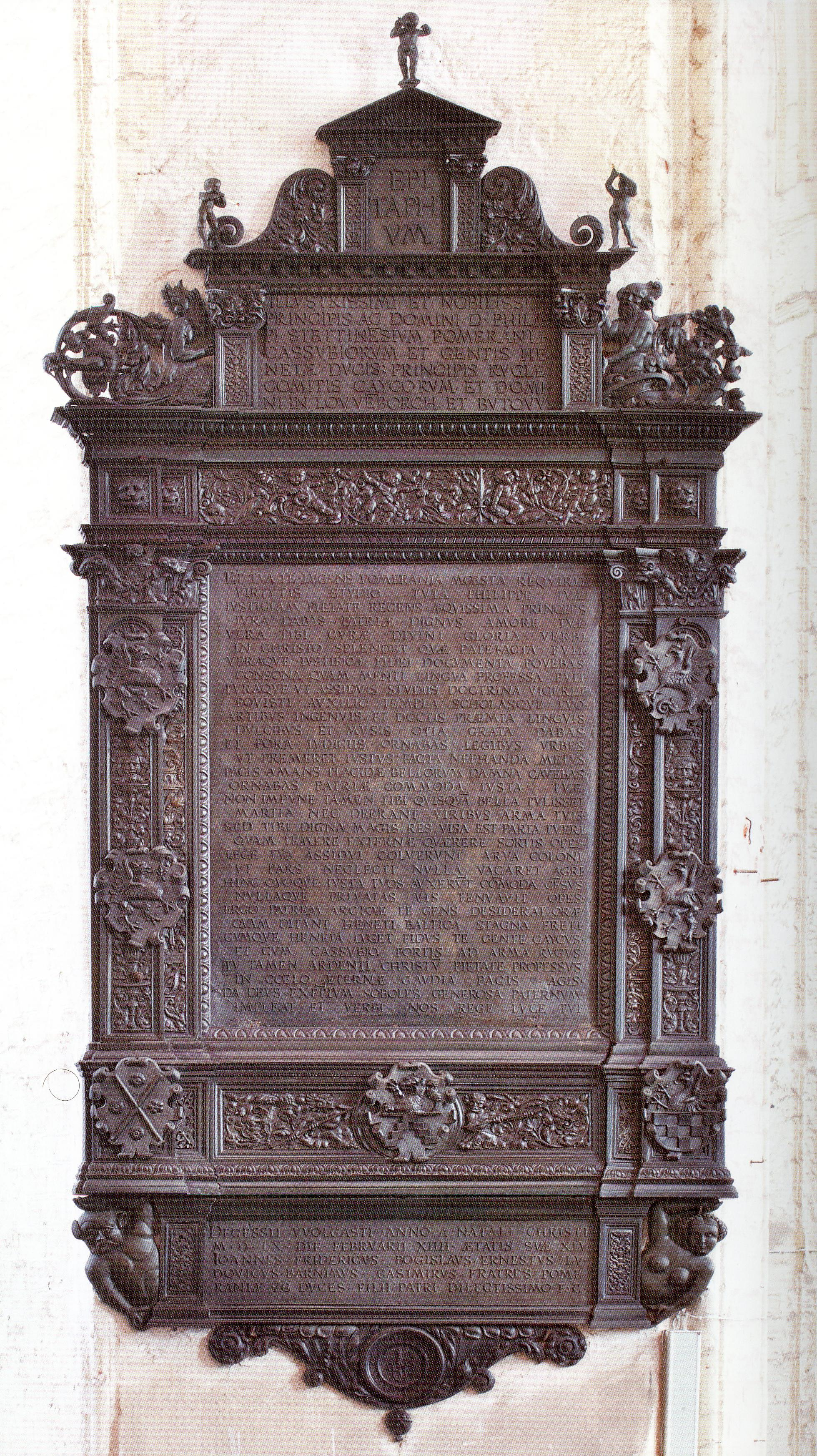
Epitaffio araldico ducale

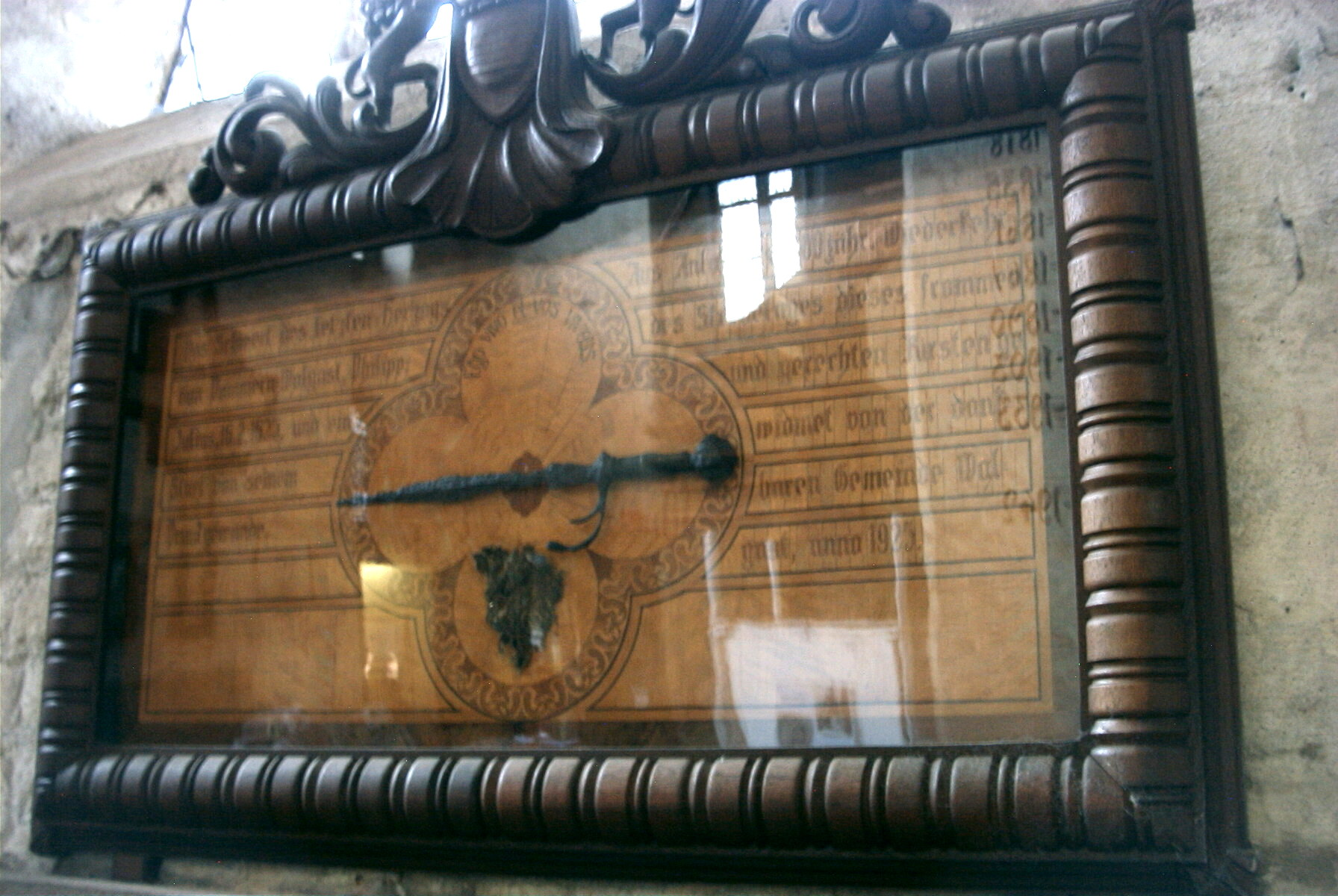
Teca con pugnale e pezzo da parete del duca Filippo Giulio

La chiesa di San Pietro a Wolgast è sede dell'omonima diocesi evangelica. Essa consiste in una basilica a tre navate con coro, una sacrestia con battistero a nord e la cappella di san Pietro nella parte meridionale dell'edificio, con la cosiddetta torre ovest. La chiesa disponeva di tre campane in acciaio di fusione, che nel 1963 furono fornite dalla fonderia di campane Morgenröthe-Rautenkranz. Alla fine di novembre 2012 la chiesa ricevette quattro campane in bronzo in sostituzione.
Le nuove campane si trovavano nella chiesa Paul-Gerhardt di Kassel, che però, a causa del loro peso e delle cattive condizioni del campanile non potevano più essere utilizzate e vennero sostituite con dei cimbalini a dita.
L'interno della chiesa è decorato con diversi dipinti sulle vetrate e sulla volta. Sono esposte quattro ampi ex-voto, una tavola di arme dei duchi di Pomerania, una teca con resti delle bare dei duchi, uno stemma in pietra proveniente dal castello di Wolgast e una rara immagine in pietra rappresentante il dio slavo Jarovit.
La cripta dei duchi di Pomerania dal 2007 è nuovamente accessibile al pubblico.
La torre campanaria, accessibile attraverso una scala a chiocciola, offre, grazie alla posizione centrale della chiesa nella città, una vista panoramica sulla città stessa.
Il numero di visitatori della chiesa ammonta a circa 60.000 per anno.
Per la sua ottima acustica, la chiesa viene spesso usata per esibizioni musicali di cori o di orchestre, come ad esempio durante il Festival musicale di Usedom.

### Organo
L'attuale organo fu costruito e installato nel 1988 dalla ditta W. Sauer Orgelbau Frankfurt di Francoforte sull'Oder. Esso fu posto in opera anche per l'esecuzione di concerti nel quadro della manifestazione tra luglio e settembre della Estate organistica di Wolgast (Wolgaster Orgelsommer). Lo strumento ha 22 registri con due tastiere e una pedaliera.

### La Danza macabra di Wolgast

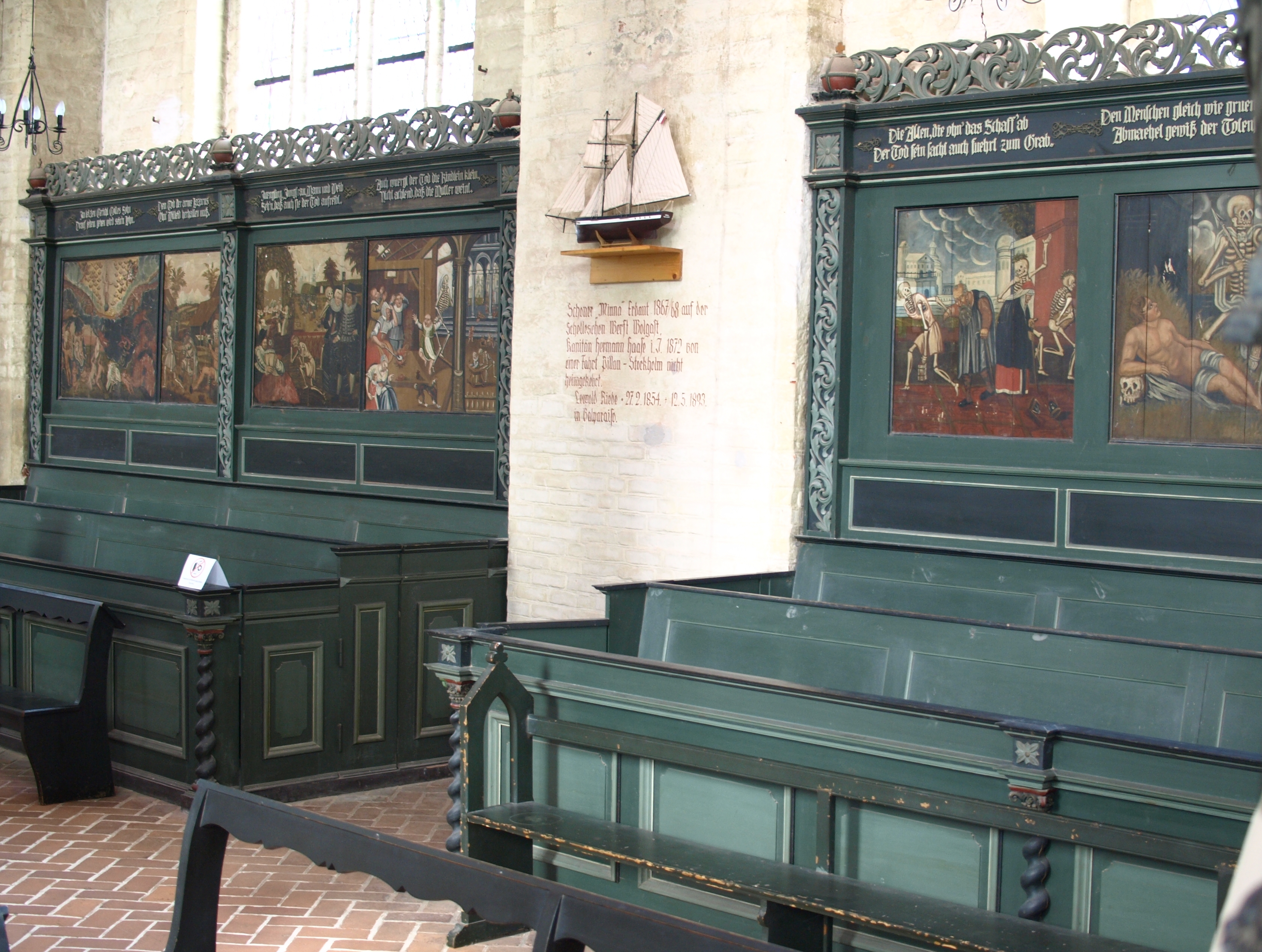
Caspar Siegmund Köppe: Danza macabra

La Danza macabra di Wolgast è una rappresentazione pittorica del tipo indicato risalente alla fine del secolo XVII/ inizio secolo XVIII, opera di Caspar Siegmund Köppe, formata da 25 tavole dipinte. Il redattore delle due righe di versi per ogni tavola è Adrian Dietrich Brentschneider. Originariamente l'opera si trovava nella cappella del cimitero di Wolgast. Con la ristrutturazione del 1868 essa fu trasferita nella cappella di san Giorgio, quindi nella chiesa di san Pietro. Nell'incendio del 1920 tutti i dipinti furono salvati, ma uno di essi finì in mani sconosciute e andò perduto. 

I dipinti sono una libera imitazione della scultura in legno del 1538, Quadri della morte, opera di Hans Holbein il Giovane. Köppe deve aver dipinto le tavole dopo aver perso moglie e figlio a causa di un'epidemia.  Al contrario delle rappresentazioni tardomedievali Dio torna come signore della vita e della morte. Solo il primo dipinto mostra la Caduta dell'uomo, l'ultimo il Giudizio universale. Il penultimo, andato perduto, mostrava la Risurrezione di Gesù con i versi:
(Primo verso della tavola andata perduta, della Danza macabra di Wolgast)
(Secondo verso della tavola andata perduta, della Danza macabra di Wolgast)
I dipinti di grande formato appartengono alle poche rappresentazioni monumentali della Danza macabra nella Germania del nord. Essi sono stati dal 2008 via via restaurati.

## Biblioteca
Alla chiesa di san Pietro di Wolgast apparteneva una enorme biblioteca, tra cui le opere provenienti dalla biblioteca del professore di Greifswald, Enwaldus Klene, che provenirono nel 1535 a Wolgast dall'abbazia di Eldena. La biblioteca di san Pietro di Wolgast giunse negli anni 1830/31 nella biblioteca dell'Università di Greifswald. Degli allora 938 volumi sono rimasti, dopo le perdite dovute ai trasferimenti durante la seconda guerra mondiale, solo 554.
Karl Christian Heller iniziò direttamente dopo con la costituzione di una nuova biblioteca; essenzialmente mediante donazioni egli raggiunse, fino alla sua morte, avvenuta nel 1837, una consistenza di 700 opere in catalogo tra libri e scritti. Oggi la consistenza della biblioteca ammonta ad una raccolta di 1489 titoli.